# Aiolos (Stammvater)
Aiolos (altgriechisch Αἴολος Aíolos, lateinisch Aeolus „Äolus“) ist in der griechischen Mythologie der Name eines Sohnes von Hellen und der Nymphe Orseis. Er gilt als der Stammvater der Aioler, seine Brüder sind Doros und Xuthos.
Als sein Vater Hellen sein Reich unter seinen Söhnen aufteilte, siedelte Aiolos in Thessalien und wurde dort König. Mit Enarete, der Tochter des Deimachos, wurde er Vater zahlreicher Söhne und Töchter. Die Kinder von Aiolos und Enarete sind die sieben Söhne Sisyphos, Kretheus, Athamas, Salmoneus, Deion, Magnes, Perieres und dazu kommen vielleicht auch die Söhne Makareus und Mimas sowie die Töchter Kanake, Alkyone, Peisidike, Kalyke und Perimede. Daneben werden Aiolos auch andere Kinder zugeschrieben, etwa Arne und Melanippe.
Unter seinen Nachkommen ist auch Odysseus, der Held aus Homers Odyssee.
Siehe auch: Aiolos (Windgott).